# Caenarolia argyrocincta
Caenarolia argyrocincta är en tvåvingeart som först beskrevs av Ignaz Rudolph Schiner 1867.  Caenarolia argyrocincta ingår i släktet Caenarolia och familjen rovflugor. Inga underarter finns listade i Catalogue of Life.